# Alex Lewington
Pour les articles homonymes, voir Lewington.

a Compétitions nationales et continentales officielles uniquement.

Dernière mise à jour le 2 janvier 2025.
Alex Lewington, né le 20 septembre 1991 à Nottingham (Angleterre), est un joueur anglais de rugby à XV jouant principalement au poste d'ailier.

## Biographie

### Jeunesse et formation
Alex Lewington joue d'abord au football au poste de défenseur et fait même partie du centre de formation du Notts County FC. Cependant, en 2006 le centre de formation ferme et il doit quitter le club. Malgré des offres de Nottingham Forest et Derby County, il se tourne finalement vers le rugby à XV, sport pratiqué par ses amis,. Quelque temps après ses débuts dans ce nouveau sport, il est recruté dans le centre de formation des Leicester Tigers.

### Début de carrière aux Leicester Tigers et au Nottingham RFC
Il fait ses débuts professionnels avec les Leicester Tigers en 2009, en Coupe anglo-galloise. Étant le onzième choix à son poste, il joue ensuite en prêt pour le club de sa ville natale le Nottingham RFC. En 2012, il progresse beaucoup et participe à tous les matchs de Coupe anglo-galloise avec les Leicester Tigers mais n'est pas retenu pour la finale que son équipe remporte 26 à 14 contre les Northampton Saints,.

### Révélation aux London Irish
En 2013, en manque de temps de jeu, il quitte les Leicester Tigers pour les London Irish. Il arrive en tant que cinquième dans la hiérarchie au poste d'ailier,. Lors de sa première saison en 2013-2014, il marque deux essais en 17 matchs et lutte pour éviter la relégation de son nouveau club. Dès sa deuxième saison, il s'impose en marque 12 essais en Championnat d'Angleterre, dont un triplé contre les Saracens.
Il manque le début de saison 2016-2017 à cause d'une blessure puis marque 10 essais en autant de matchs durant le reste de la saison et remporte la finale du Championnat d'Angleterre de 2e division contre Yorkshire Carnegie. Il marque deux essais en finale et permet à son équipe de remonter en première division.

### Fin de carrière aux Saracens
Après cinq saisons, il quitte les London Irish pour rejoindre les Saracens à partir de la saison 2018-2019 dans l'espoir d'être enfin sélectionné en équipe d'Angleterre,. Lors de sa première saison dans son nouveau club, il réalise le doublé en remportant d'abord la Coupe d'Europe après une victoire en finale contre le Leinster, puis le Championnat d'Angleterre.
Au cours de la saison 2019-2020, les Saracens sont relégués administrativement en deuxième division à partir de la saison suivante à cause du non-respect du plafond salarial. Malgré cette situation, Alex Lewington décide de rester fidèle à son club et prolonge même son contrat de deux ans.
En 2021-2022, pour le retour des Saracens dans l'élite du rugby anglais, le club est de retour en finale de la compétition, trois ans après sa dernière, après avoir éliminé les Harlequins champions en titre. Lewington ne joue pas la finale perdue 15 à 12 contre son ancien club des Leicester Tigers en toute fin de match à cause d'un drop de Freddie Burns.
Il ne joue pas non plus la finale du Championnat en 2023 remportée 35 à 25 face aux Sale Sharks.
À la fin de la saison 2023-2024, durant laquelle il marque 11 essais en 19 matchs, il prend sa retraite sportive à 32 ans. Il a joué un total de 161 matchs en première division et marqué 65 essais avec les London Irish et les Saracens,.